# Mericarpaea
Mericarpaea là một chi thực vật có hoa trong họ Thiến thảo (Rubiaceae).

## Loài
Chi Mericarpaea gồm các loài: